# Dzsepin
Dzsepini (macedónul: Џепин, albánul Zhepini) település Észak-Macedóniában, a Délnyugati körzetben, Sztruga községben.

## Népesség
| Lakosok száma | 67   | 106  | 144  | 189  | 311  |      | 345  | 424  | 122  |
|               | 1948 | 1953 | 1961 | 1971 | 1981 | 1991 | 1994 | 2002 | 2021 |

2002-ben 424 lakosa volt, akik közül 423 albán és 1 más nemzetiségű.